# オラン
オラン（アラビア語: وهران/wahrān、フランス語: Oran）は、アルジェリア北西部に位置する同国第2の人口を持つ都市である。2006年時点の人口は683,000人。オラン県の県都に定められている。「オラン」の名前は「二頭のライオン」を意味する言葉である。
アルジェリアの主要港の一つで、商業の中心地でもある。バーが建ち並び、夜毎にコンサートやダンスショーが催されるオランはアルジェリアの歓楽地の一つにも挙げられる。オラン市内には3つの大学があり、オランの旧市街部にはカスバ（城砦）や18世紀に建てられたモスク（寺院）などがある。また、アルベール・カミュの小説『ペスト』の舞台としても知られている。

## 歴史

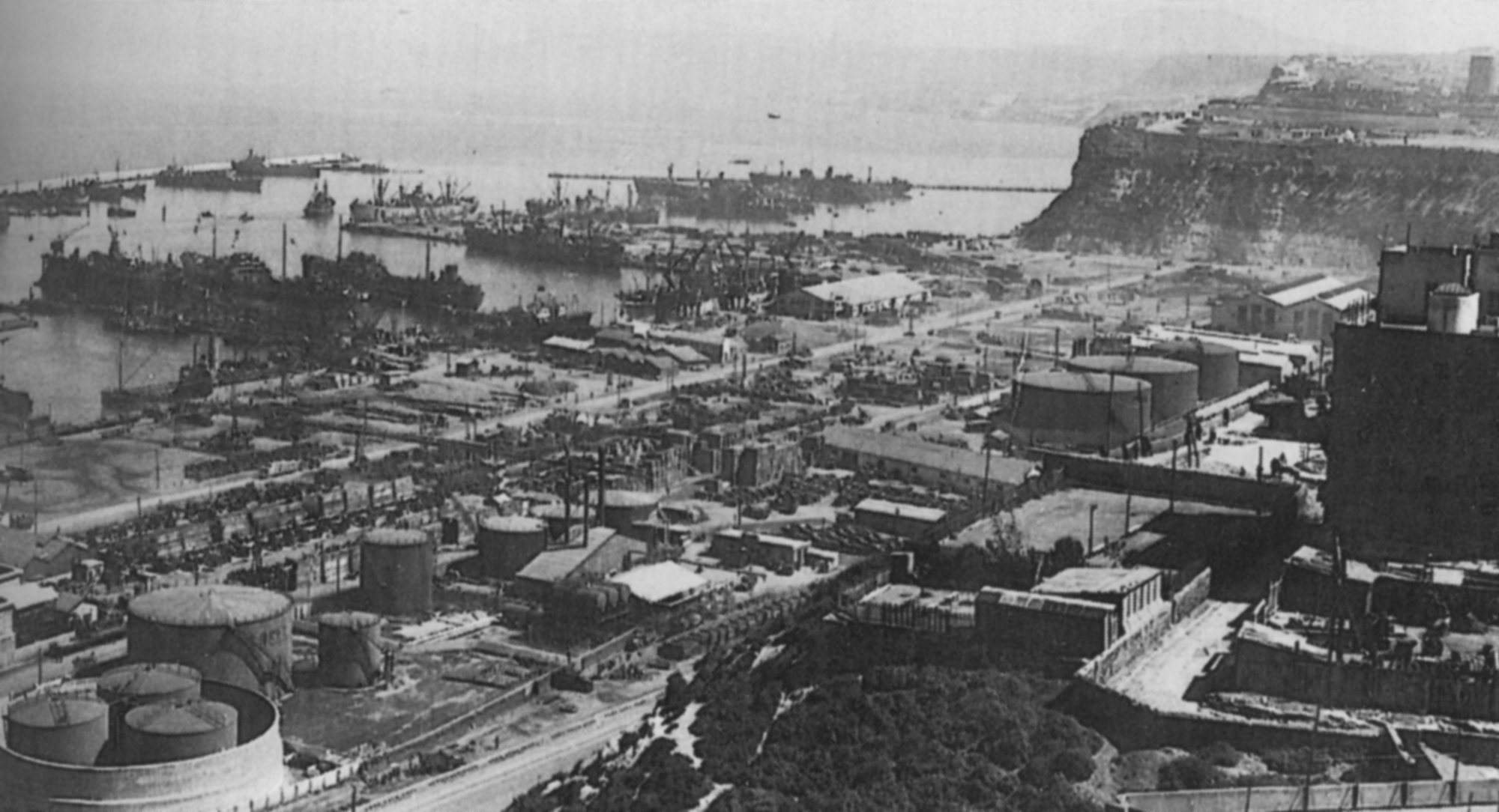
第二次大戦下のオラン港（1943年）

903年にイベリア半島のイスラム教徒によって商業の拠点として建設された町がオランの始まりである。オランはイベリア半島への小麦粉の供給地となり、ムワッヒド朝、ザイヤーン朝の時代に繁栄した。1509年にスペインのシスネロスに占領され、町は衰退する。1708年にオランはオスマン帝国に征服される。1732年に再びスペインが奪い返したものの、オランの貿易都市としての必要性が下がったため、時のスペイン王カルロス4世はオスマン帝国に町を売却した。1791年にオランはオスマン帝国に編入され、オラン州の州都に定められた。オスマン帝国の支配は1830年にフランスがアフリカの植民地の拠点としてアルジェリアを占領するまで続く。1831年にフランスに併合された後、ヨーロッパからの入植拠点として近代的な市街地が建設され、20世紀後半のアルジェリア独立後の大都市の原型となった。
フランス植民地時代のオランは200,000人のヨーロッパ系入植者が居住する、ヨーロッパ風の近代的な都市として繁栄を享受していた。第二次世界大戦時には事実上半ばドイツ占領下にあるヴィシー政権下に置かれ、1942年後半のトーチ作戦で連合国軍によって占領されるまでそれが続いた。
フランス海軍の艦隊がドイツの手に渡るのを恐れたイギリス軍がフランスに対して艦艇をイギリスの港に回航すること、自沈すること、英軍と戦闘を交えること（艦隊を壊すため）などの最後通牒を突きつけるが、フランスはこれを拒否。
1940年7月3日までに、イギリス海軍はフランスの艦隊が残るオラン港を機雷で封鎖、英仏艦隊間で激しい砲撃戦が行われた（メルセルケビール海戦）。
1962年7月5日以降は独立に伴い、アルジェリア領となる。

## 地理・気候
オランは海と丘陵に囲まれた都市で、南の後背地には平原が広がっている。ラブランカと呼ばれる旧市街は丘陵地に形成され、オスマン帝国によって建設されたカスバに囲まれている。他方、新市街は鉄道路に沿って南東に広がっている。
オランの周辺にはアレッポマツ、ユーカリ、コルクガシ、ヒマラヤスギ属などの植生があり、南西側にはオオフラミンゴ、ツクシガモなどの渉禽類とガンカモ類の生息地であるラムサール条約登録地のセブカのオラン塩湖がある。
| オランの気候                                  | オランの気候 | オランの気候 | オランの気候 | オランの気候 | オランの気候 | オランの気候  | オランの気候  | オランの気候  | オランの気候 | オランの気候 | オランの気候 | オランの気候 | オランの気候   |
| 月                                            | 1月          | 2月          | 3月          | 4月          | 5月          | 6月           | 7月           | 8月           | 9月          | 10月         | 11月         | 12月         | 年             |
| --------------------------------------------- | ------------ | ------------ | ------------ | ------------ | ------------ | ------------- | ------------- | ------------- | ------------ | ------------ | ------------ | ------------ | -------------- |
| 最高気温記録 °C （°F）                        | 26.4 (79.5)  | 33.0 (91.4)  | 36.6 (97.9)  | 33.2 (91.8)  | 40.0 (104)   | 39.5 (103.1)  | 45.8 (114.4)  | 43.8 (110.8)  | 40.6 (105.1) | 39.0 (102.2) | 33.0 (91.4)  | 30.8 (87.4)  | 45.8 (114.4)   |
| 平均最高気温 °C （°F）                        | 16.6 (61.9)  | 17.7 (63.9)  | 19.7 (67.5)  | 21.5 (70.7)  | 23.9 (75)    | 27.7 (81.9)   | 30.5 (86.9)   | 31.6 (88.9)   | 29.0 (84.2)  | 25.2 (77.4)  | 20.6 (69.1)  | 17.7 (63.9)  | 23.48 (74.26)  |
| 日平均気温 °C （°F）                          | 10.9 (51.6)  | 12.1 (53.8)  | 13.9 (57)    | 15.8 (60.4)  | 18.6 (65.5)  | 22.3 (72.1)   | 25.0 (77)     | 25.9 (78.6)   | 23.4 (74.1)  | 19.6 (67.3)  | 15.1 (59.2)  | 12.2 (54)    | 17.90 (64.22)  |
| 平均最低気温 °C （°F）                        | 5.1 (41.2)   | 6.5 (43.7)   | 8.1 (46.6)   | 10.0 (50)    | 13.2 (55.8)  | 16.9 (62.4)   | 19.4 (66.9)   | 20.1 (68.2)   | 17.7 (63.9)  | 14.0 (57.2)  | 9.5 (49.1)   | 6.7 (44.1)   | 12.27 (54.09)  |
| 最低気温記録 °C （°F）                        | −3.0 (26.6)  | −3.0 (26.6)  | −1.3 (29.7)  | 0.0 (32)     | 3.0 (37.4)   | 5.0 (41)      | 11.0 (51.8)   | 9.0 (48.2)    | 7.7 (45.9)   | 3.0 (37.4)   | 0.0 (32)     | −6.1 (21)    | −6.1 (21)      |
| 降水量 mm （inch）                            | 43.6 (1.717) | 44.4 (1.748) | 35.0 (1.378) | 29.6 (1.165) | 27.2 (1.071) | 3.80 (0.1496) | 1.80 (0.0709) | 2.70 (0.1063) | 13.2 (0.52)  | 24.8 (0.976) | 55.5 (2.185) | 45.2 (1.78)  | 326.8 (12.866) |
| 平均降水日数 （≥0.1 mm）                      | 8.7          | 8.5          | 7.1          | 7.2          | 6.9          | 2.0           | 1.3           | 1.8           | 3.6          | 6.6          | 8.4          | 8.8          | 70.9           |
| % 湿度                                        | 79.5         | 76.5         | 74.0         | 70.0         | 68.0         | 66.2          | 64.7          | 66.5          | 70.2         | 73.9         | 76.3         | 78.6         | 72.03          |
| 出典1：World Meteorological Organization (UN) |              |              |              |              |              |               |               |               |              |              |              |              |                |
| 出典2：climatebase.ru (extremes, humidity)    |              |              |              |              |              |               |               |               |              |              |              |              |                |

## 建築物
スィーディー・ハイドゥールの丘に建てられたサンタクルーズの城壁は16世紀後半にスペインによって建てられたもので、その下には1847年のコレラ流行の犠牲者を追悼するためにフランスによって建立された大聖堂が建つ。
カーヒナ広場のオラン市立図書館はフランス植民地時代に建立されたキリスト教の教会を転用したもので、外側にかけられていた十字架は外されているが、内部は教会時代の面影を色濃く残している。

## 文化
スィーディー・ハイドゥールの丘の洞穴では鶏を生け贄とする願掛けが行われ、町の守護聖者とされるスィーディー・フワーリーの廟は女性の参拝者で賑わっている。
ライ音楽の発祥地であり、現在も盛んである。アラブ人で最も有名な世界的歌手の一人であるライ歌手のシェブ・ハレドやロックミュージシャンのラシッド・タハはここの出身である。
ほかにヴァイオリン奏者のアキム・エル・シカメヤ、ファッションデザイナーのイヴ・サン＝ローランもオランの出身である。オランを舞台とする小説『ペスト』の作者アルベール・カミュは、妻の出身地がオランで、本人も一時居住していたことがある。
スペイン統治が長かったため、住民の言葉はスペイン語の影響を受けている。

## 経済
オランの郊外、港湾では工業が発達し、鋳物、金属業、ガラス工業、タバコの製造、化学工業、食品工業が行われている。ワイン、アルコール、小麦、野菜、羊、羊毛が他の地域に出荷されている。

## 交通
オランは首都のアルジェ、シジベルアベス、マスカラなどの後背地の都市、内陸部の高地と鉄道で接続されている。1906年に南に伸びる鉄道が施設され、オランはアルジェリアの主要都市に成長した。
オラン・エス・セニア空港があり、エールフランスなどによる国際線とアルジェリア航空による国内線が運航されている。

## 姉妹都市
- アリカンテ、スペイン
- ボルドー、フランス
- カイロ、エジプト
- トゥーロン、フランス
- ストラスブール、フランス
- カサブランカ、モロッコ
- ダカール、セネガル
- ジッダ、サウジアラビア
- ダーバン、南アフリカ共和国
- グダニスク、ポーランド
- ハバナ、キューバ
- リヨン、フランス
- ウジダ、モロッコ
- スファックス、チュニジア
- ビゼルト、チュニジア
- ザルカ、ヨルダン
- メス、フランス
- ソウル、大韓民国
- ランプル、バングラデシュ
- レスター、イギリス
- エルチェ、スペイン